# ایل زنگنه

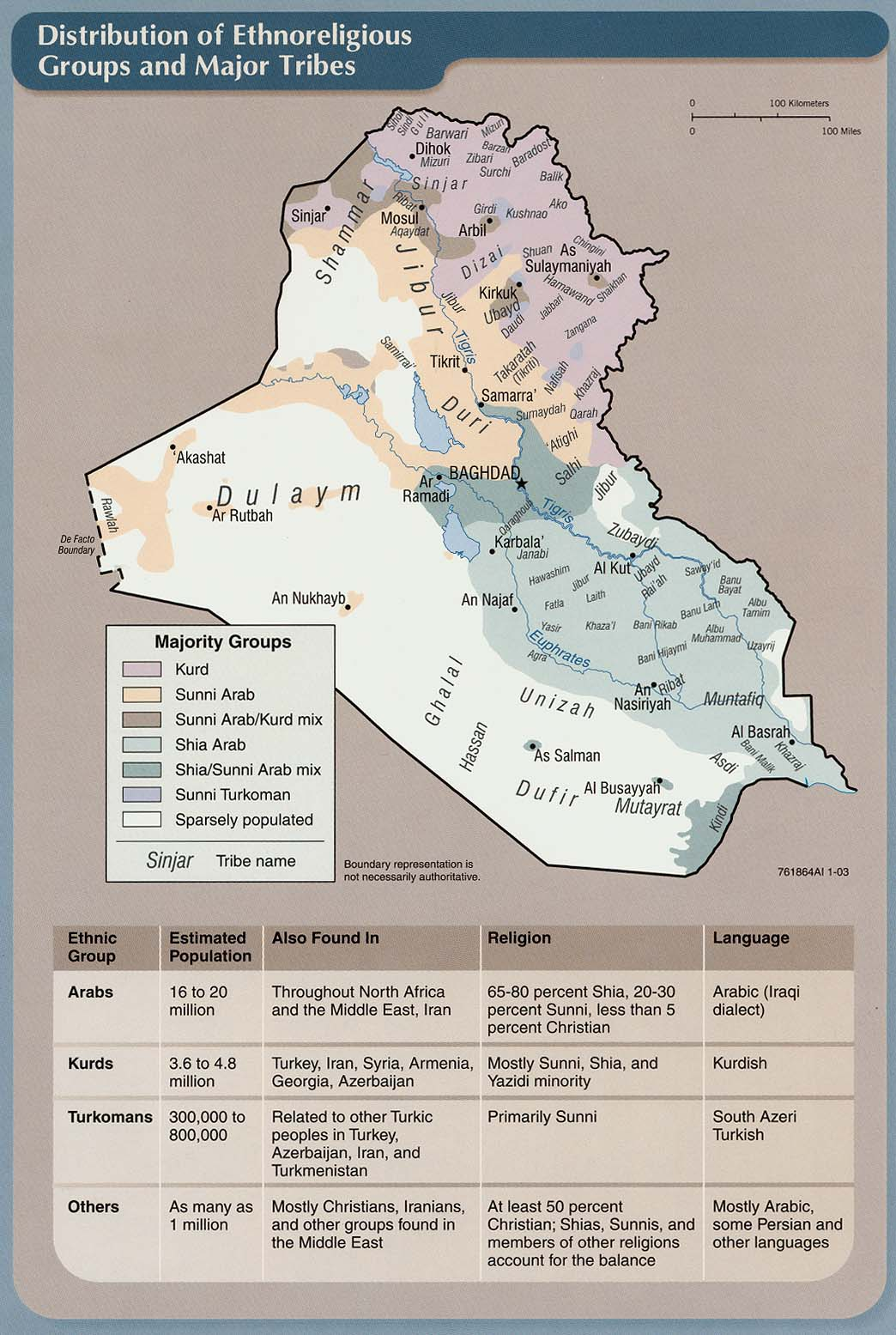
نقشه قومی-مذهبی عراق

ایل زنگنه، نام یکی از ایلات کرد ایران است. معین الدین نطنزی در ذکر شعب لُر کوچک از زنگنه در کنار سایر طوایف لر نام میبرد. شیخ مردوخ کردستانی تاریخ‌نویس کرد ایل زنگنه را لر می‌داند. همچنین وی لرها را کُرد میداند. شرفنامه بدلیسی که نوشته شرف خان بدلیسی از تاریخ نگاران کُرد، ایل زنگنه را کُرد دانسته و در تقسیم‌بندی که از کردهای ایران انجام داده زنگنه را یکی از ایلات کرد دانسته. همچنین وی کردها را به چهار دسته کلهر، لر، گوران و کرمانج تقسیم میکند. ایل زنگنه در طول تاریخ به مناطق مختلف ایران مهاجرت کرده‌اند و جذب فرهنگ‌های دیگر شده‌اند. برخی از منابع نیز زنگنه‌ها را یکی از ایلات لک به شمار اورده اند . انگلبرت کمپفر نیز در بیان اوصاف شیخ علیخان زنگنه او را از نژاد کرد دانسته است. ایل زنگنه از دوره صفویه در مناصب بزرگ حکومتی ایران تا دوره قاجار نقش مستقیم داشت. ایل زنگنه نقش اساسی در توسعه شهر کرمانشاه داشته است. ژان‌باپتیست روسو در قرن ۱۸ از زنگنه نیز به عنوان عشایر لر نام میبرد.

## محل زندگی
محل زندگی ایل زنگنه در کرمانشاه است و همچنین در کردستان ایران و خوزستان و ایلام تا داخل مرزهای عراق محدوده گسترش ایل است. بخشی از ایل زنگنه در کردستان عراق و ارمنستان و عثمانی زندگی می‌کنند. اکثر زنگنه‌ها ساکن استان کرمانشاه با تمرکز در مناطق ماهیدشت و سرفیروزآباد (عثمانوند) و شهرستان اسلام‌آباد غرب روستای قلعه هرسم و روستاها و دهستان‌های اطراف حد فاصل شهر حُمِیل یا با گویش محلی حُمِیل تا گردنه شاهبداغ یا با گویش محلی شابِیاخ و در سُنقُرکُلیایی و شمال عراق هستند. ایل زنگنه همچنین در مناطقی از ایران از جمله استان ایلام، استان لرستان، استان چهارمحال و بختیاری، استان همدان (از جمله شهرستان‌های نهاوند ملایر و تویسرکان)، استان خوزستان و استان فارس (از جمله شهرستان‌های شیراز، فسا، مهر، لامرد و روستای زنگنه بن رود) و آذربایجان و گروه کثیری در استان‌های شمالی و خراسانات زندگی می‌کنند. از زنگنه در منطقهٔ کرمانشاهان به عنوان ایل مادر یاد می‌شود، چرا که ده‌ها ایل از ایل زنگنه منشعب شده است. در زمان نادرشاه، سه طایفه از ایل زنگنه، به منطقه جانکی، بختیاری کوچ داده شدند، که بعدها بتدریج در ایل بختیاری ادغام شدند. در زمان صفویه نیز طوایفی از ایل زنگنه کرمانشاه به فارس نقل مکان کرده و در این ناحیه توطن نمودند. بخشی از طوایف زنگنه نیز در ایل قشقایی ادغام گشته‌اند. بخشی از این ایل نیز تحت عنوان زنگنهٔ دشتستان، در ناحیه شرق بوشهر زندگی می‌کنند. بسیاری از زنگنه‌های کشور عراق در محلی به نام علیای آوه سپی زندگی می‌کنند و بخشی از زنگنه‌ها در قاره اروپا و کشورهای سوئد و آلمان سکنی گزیده‌اند. دانشنامه ایرانیکا بخشی از کرکوک در کردستان عراق را از ایل زنگنه دانسته است.

## تاریخچه
شرف خان بدلیسی ایل زنگنه را شاخه‌ای از کردها می‌داند. خاک کرمانشاه و زنگنه در سال ۱۹۱۵ به تصرف عثمانی درآمد اما بعدها ایران دوباره آن را بازپس گرفت. این مناطق در دوران صفویان و افشاریان چندین بار بین ایران و دولت عثمانی (ترکیه) دست به دست شد. در تذکره الملوک نوشته شده است: «شعبۀ سوم قبایل کرد و لر را فهرست میکند که عبارت اند از: عباسی-فیلی، اردلان، بختیاری، چگنی، دمبلی، سیاه منصور، زنگنه، شقاقی، سورله، گروس، کلائی، کله گیر و جستانی.» شرفنامه بدلیسی امرای کرد ایران را به سه شعبه مشتمل دانسته که زنگنه یکی از آن‌هاست. مری شیل، در کتاب جلوه‌هایی از زندگی و آداب و رسوم ایرانیان، زنگنه‌ها را یکی از ایلات لک  می‌داند. او در این بخش از تحقیقات خود می‌نویسد: «۱۰۰۰۰ خانوار شامل مسکن روستایی و سیاه چادر از ایل زنگنه لک هستند.» عبدالحمید حیرت سجادی نیز زنگنه را  یکی از ایلات لک دانسته که در نواحی کرمانشاه و لرستان و ایلام سکنی داشته‌اند. کلودیوس جیمز ریچ درباره‌ زنگنه مینویسید: «زنگنه که اکنون در کرمانشاه هستند، اگرچه کردی صحبت می‌کنند، اما از کردهای واقعی به حساب نمی‌آیند.»
ایل زنگنه شاه اسماعیل اول را در جنگ‌هایش یاری داده‌اند. زمان مهاجرت ایل زنگنه به مناطق آذربایجان، قره باغ و نواحی کرکوک به احتمال خیلی زیاد در زمان شاه تهماسب صفوی می‌باشد.
توحدی زمان مهاجرت زنگنه را پس از حمله مغول می‌داند و به قول او آن‌ها در این زمان مجموعاً سیصدهزار نفر می‌شدند که به صحرای قراباغ در شمال آذربایجان کوچیدند و در آن‌جا حکومتی تشکیل دادند. اما عمده منابع گواه آن است که مهاجرت زنگنه هم‌زمان با تشکیل دولت صفوی توسط اسماعیل اول بوده است. افراد ایل زنگنه در زمان اسماعیل اول سیادت وی را پذیرفتند و تحت فرمان وی درآمدند و نزد وی به مقامات بالا رسیدند.
ایل زنگنه در رکاب شاه اسماعیل در جنگ‌های متعدد وی به‌ویژه با عثمانی‌ها شرکت کرد. یکی از این جنگ‌ها جنگ چالدران بود. در زمان تهماسب اول نیز چند تن از سرداران کرد زنگنه سلیم‌خان زنگنه و حیدرخان زنگنه (پدربزرگ مهدی خان یا مادی خان زنگنه) به فرماندهی اسماعیل میرزا (شاه اسماعیل دوم) با عثمانی‌ها جنگیدند. شاه تهماسب برای تقویت مرزهای شرقی ایران در مقابل تهاجمات ازبک‌ها برخی طوایف ایل زنگنه را به خراسان منتقل کرد. ایل زنگنه همچنین در زمان محمدشاه قاجار در جنگ‌های ایران و عثمانی در قراباغ با عثمانی‌ها نبرد کرد.
در سال ۵–۷/۹۸۴–۱۵۷۶ یعنی زمان محمدشاه، افرادی از ایل زنگنه به عنوان حاکم کرمانشاهان منصوب شدند، که حکومت آن‌ها بر آن‌جا تا قرن هفدهم میلادی (قرن یازدهم ق) دوام آورد. در زمان شاه عباس اول افراد ایل زنگنه در حکومت، سپاه و دارای موقعیتی بسیار عالی بودند. یکی از این افراد علی بالی بیگ دوستی زنگنه بود که شاه عباس او را نزد الله‌وردی خان گرجی فرستاد، تا احکام شاه عباس را مبنی بر فتح بغداد به او برساند.
در زمان عباس اول به‌هنگام عزیمت وی به‌منظور سرکوبی هه لوخان اردلان و تسخیر کردستان علی بالی بیگ دوستی زنگنه که سابق جلودار ویژه شاه عباس بود، واسطه ایجاد صلح بین شاه عباس صفوی و هه لوخان اردلان شد. هه لوخان تحت تأثیر سخنان علی بالی بیک دوستی زنگنه، تصمیم به آتش‌بس با شاه عباس و خلعت گرفت. بعدها در زمان  احمدخان اردلان پسر هه لوخان مجدداً مأموریت اشغال کردستان یافت، چراکه احمدخان اردلان با دولت عثمانی متحد شده بود و از آن‌ها کمک دریافت می‌کرد تا به تصرف کردستان دست زد و اما این بار علی بالی بیگ دوستی زنگنه تمام مناطق ان را ضمیمه ایل زنگنه کرد.
علی بالی بیک هم چنین مدتی در زمان عباس اول، امیر خراسان بود. علی بالی بیک به تاریخ ۱۶۱۸م۱۰۲۸/ق از مقام جلوداری به منصب امیرآخورباشی ارتقاء یافت. تا سال ۱۰۴۷ق در این مقام باقی‌ماند و در این سال منصب مزبور به شیخعلی‌خان پسرش انتقال یافت. اما پیش‌تر از وی برادرش شاهرخ سلطان به این مقام منصوب شده بود. نویسنده‌ای سال انتصاب شاهرخ سلطان را به مقام امیرآخورباشی ۱۶۳۲م۱۰۴۴/ق دانسته است. در سال ۱۰۴۷ شیخعلی‌خان به جای وی که به امارت ایل زنگنه ارتقاء یافته و حاکم سنقر، هرسین، کرمانشاه، بیستون و کلهر شده بود، به مقام امیرآخورباشی رسید. البته شاهرخ سلطان سال‌ها پیش از آن، در سال ۱۰۳۹ق به امارات خواف منصوب گردیده بود. شاهرخ سلطان در نهم جمادی‌الاولی ۱۰۴۹ق درگذشت و به جایش شیخعلی‌خان به امارت زنگنه منصوب گردید. به جای وی نیز برادرش نجفقلی بیک به مقام امیرآخورباشی جلو رسید.
در سال ۱۰۵۵ق شهر خواف در خراسان به اقطاع دوستعلی‌خان زنگنه (نام خانوادگی دوستی برگرفته از نام دوستعلی خان می‌باشد) داده شد. در سال ۱۰۵۷ق دوستعلی‌خان از زمره امرایی بود که در محاصره قندهار شرکت داشتند. در سال ۱۰۵۸ق حکومت ولایت گرمسیر و خراسانات با توابع و ملحقات و مضافات به دوستعلی‌خان حاکم ایل زنگنه که در این وقت تیولدار ولایت خواف و باخرز خراسان بود داده شد. از سال ۱۶۵۳م۱۰۶۴/ق به بعد شیخعلی‌خان زنگنه، خان تمام مناطق کرمانج و کرمانشاه و ایل کلهر و تیولدار سنقر و کرمانشاه شد.
با مطالعه منابع متوجه می‌شویم که آبادانی کرمانشاه عمدتاً توسط شیخعلی‌خان زنگنه صورت گرفت، چرا که در سال ۱۰۰۴ق کرمانشاه به نام شهر پیشرفته‌ای معروف بود، اما در نیمه دوم قرن یازدهم هجری کرمانشاه عمران و آبادی خود را از سر گرفت و شیخعلی‌خان از زمان عباس دوم در عمارت آن بسیار کوشید. شیخعلی‌خان به سال ۱۰۶۶ق اوج خود را داشت. روی هم رفته باید گفت که ایل زنگنه در دورهٔ شاه عباس روز به روز بر اهمیت خود افزود.
در زمان شاه سلیمان و به‌ویژه پس از رسیدن شیخعلی‌خان زنگنه به وزارت عظمی، ایل زنگنه بسیار قدرتمند شد و کارگزاران بسیاری از ولایات (اعم از ممالک و خاصه) از ایل زنگنه تعیین شدند. چنان‌که در سال ۱۰۸۶ق طایفه زنگنه به معیت حسینعلی‌خان زنگنه که به حکومت بهبهان و کهگیلویه منصوب شده بود، به بهبهان رفتند و پشت کوه را قشلاق و پیش کوه را ییلاق خود قرار دادند. در زمان نادرشاه (حک: ۱۱۴۸–۱۱۶۰ ق) قسمتی از ایل زنگنه از کرمانشاهان به منطقة جانکی بختیاری کوچ کردند. در نهایت در سراسر ایران و جهان کردهای زنگنه پخش شده‌اند و مرکزیت و اکثریت آنها در استان کرمانشاه و حکم رانی این ایل در دشت ماددشت (ماهیدشت) می‌باشد.

## وجه تسمیه
دربارهٔ وجه تسمیهٔ زنگنه گفته‌ها گوناگون است. برخی منابع این نام را برگرفته از نام مکانی می‌دانند که این ایل در آن‌جا می‌زیست. آکوپوف ارمنی در کتاب کردان گوران معنی زنگنه را از کلمه زنگین که به معنی نیرومند یا غنی است توصیف نموده است. برخی نام زنگنه را منبعث از زنگه شخصیت افسانه‌ای در حماسه ملی ایران می‌دانند. برخی زنگنه‌ها را بازمانده زنگه می‌دانند. و برخی به قولی دیگر ادعا میکنند نام ایل زنگنه در اصل زنگه زنه بوده است که زنگه همان پسر شاوران می‌باشد و زنه در زبان کردی سورانی به معنای زنده است؛ بنابرین زنگه زنه یعنی زنگه (پسر شاوران) زنده یا جاوید است.

## مشاهیر
- شیخعلی‌خان زنگنه: وزیر اعظم شاه سلیمان
- علی‌بگ زنگنه: از اشراف‌زادگان دربار صفوی
- شاهرخ‌سلطان زنگنه: از اشراف‌زادگان دربار صفوی
- شاهقلی‌خان زنگنه: وزیر اعظم شاه سلطان حسین
- الله‌قلی‌خان زنگنه: حاکم کرمانشاه در دوره زند
- بیگم آغا زنگنه: مادر کریم خان زند
- احمد ابراهیمی زنگنه: وزیر پست، تلگراف و تلفن در کابینه حسین علاء
- عبدالحمید زنگنه: وزیر فرهنگ پهلوی
- یحیی زنگنه: نماینده مجلس شورای ملی
- اعظم‌الدوله زنگنه: حاکم کرمانشاه در دوره مشروطه
- چراغ‌علی‌خان زنگنه
- قاآنی شیرازی: از شاعرهای دوره قاجار
- بیژن نامدار زنگنه: وزیر نیرو و نفت در دولت‌های مختلف جمهوری اسلامی ایران
- احمد ابراهیمی زنگنه: وزیر پست، تلگراف و تلفن در کابینه حسین علاء
- حمید زنگنه: نماینده مجلس شورای اسلامی
- غلامرضا حیدری زنگنه: رئیس پیشین سازمان خصوصی‌سازی
- مهدی‌خان اعظم زنگنه کرد: ایلخان زنگنه
- فرخ‌لقا زنگنه: همسر سپهبد نادر جهانبانی
- آرمان زنگنه: عضو تیم ملی بسکتبال ایران
- پگاه زنگنه: کاراته‌کار و عضو تیم ملی کاراته ایران
- گلی زنگنه: بازیگر
- لعیا زنگنه: بازیگر
- محیی‌الدین زنگنه: نمایشنامه‌نویس
- هیفا زنگنه: بانوی نویسنده کرد عراقی
- جلال طالبانی زنگنه: رئیس‌جمهور عراق